# Vážka běloústá
Vážka běloústá (Leucorrhinia albifrons) je druh vážky z čeledi Libellulidae.

## Areál rozšíření
Je rozšířená na jihu baltského štítu, ve Střední Evropě a v Rusku až po Sibiř. Jedná se o relativně běžný druh obývající sladkovodní biotopy. Oblasti výskytu jsou nesouvislé, zejména v důsledku sekundární ztráty vhodných biotopů. Na počátku 21. století byl výskyt této vážky v České republice zaznamenán na Chebsku, v severních a středních Čechách (zejména na Českolipsku a Jindřichohradecku), na Zlínsku a na východě Moravy. V minulosti se v ČR vyskytovala sporadicky. Podle Červeného seznamu IUCN je tento druh klasifikován jako málo dotčený taxon (LC).

## Popis
Menší vážka, se štíhlým zadečkem. Délka těla se pohybuje mezi 33 a 39 mm. Jako všechny druhy rodu Leucorrhinia má bílý obličej. Pro samce i samici je typická bílá skvrna na bříšku. Dospělí samci jsou šedočerní, hruď je tmavá, nevýrazně kovově lesklá, oči jsou leskle šedomodré. Samice jsou černavé s charakteristickými žlutavými skvrnami a hnědýma očima.